# San Michele al Tagliamento
San Michele al Tagliamento (San Michêl dal Tiliment in friulano standard, San Michiel o anche San Michièil in friulano occidentale, San Micel a 'l Tajamento in veneto) è un comune italiano di 11 324 abitanti della città metropolitana di Venezia in Veneto.

## Geografia fisica
Il comune è situato nel Veneto Orientale (ex mandamento di Portogruaro), è confinante a est con la regione Friuli-Venezia Giulia lungo il basso corso del fiume Tagliamento ed è anche il comune più orientale del Veneto. Il vasto territorio comunale, interamente pianeggiante e largamente bonificato nella prima metà del Novecento, può essere diviso in tre diverse parti, con caratteristiche proprie e inconfondibili:
- la zona meridionale è a contatto con il Mare Adriatico, nei pressi di Bibione, ed è caratterizzata da una folta pineta marittima, da dune costiere da aree lagunari (Valgrande e Vallesina, parti della Laguna di Caorle) e da terreni agricoli bonificati;
- la zona centrale, dove si trova il capoluogo comunale, è quasi completamente bonificata e adatta all'agricoltura;
- la zona settentrionale si distingue per la produzione agricola varia e per la presenza di numerosi boschi ed elementi paesaggistici.

Il tutto è costeggiato dal Tagliamento, nelle vicinanze della sua foce, che per buona parte del suo corso segna il confine con il Friuli Venezia Giulia. A sud il territorio comunale è attraversato anche dall'Idrovia Litoranea Veneta. Il canale Cavrato collega il fiume Tagliamento al canale dei Lovi (antico ramo del delta del Tagliamento) e alla laguna di Caorle, permettendo in caso di piena un più rapido deflusso delle acque del fiume alpino.

## Storia
Un tempo dipendente da Latisana, San Michele al Tagliamento divenne comune autonomo con decreto del Regno d'Italia napoleonico del 7 dicembre 1807.
Annesso all'Italia in seguito alla terza guerra d'indipendenza nel 1866, nel 1867 il comune di San Michele assunse la denominazione di "San Michele al Tagliamento" per distinguersi da altri comuni italiani chiamati San Michele.
Durante la prima guerra mondiale, il paese fu gravemente danneggiato nel corso della ritirata di Caporetto e i due ponti, stradale e ferroviario, sul fiume Tagliamento, furono distrutti. All'interno del cimitero comunale del capoluogo vi è ancora presente un cimitero di guerra che conserva le salme di oltre 400 caduti austro-ungarici.
Nei primi anni '20 il Consorzio di Bonifica di San Michele al Tagliamento iniziò imponenti opere di bonifica del vasto territorio, allora in larga parte paludoso. Tali opere furono concluse nel 1942.
Nel 1933 il comune ha ricevuto le località di Terzo Bacino, Pradis e Prati Nuovi, costituite da terreni appena bonificati prima appartenenti al comune di Caorle.
Durante la seconda guerra mondiale il paese, insieme al vicino centro di Latisana, fu completamente raso a suolo dai bombardamenti alleati del 19 maggio 1944, che avevano come obiettivo la demolizione dei ponti sul Tagliamento. Nel dopoguerra il centro abitato fu ricostruito leggermente più a sud, con uno stile moderno caratterizzato da strade ampie e dritte. La zona in cui si trovava il vecchio centro storico, ora occupata da costruzioni moderne, è conosciuta localmente come San Michele Vecchio (è presente un memoriale sul sito della vecchia chiesa in Via Don Giovanni Bosco). Nei bombardamenti fu distrutta anche la cinquecentesca Villa Mocenigo-Biaggini-Ivancich (in cui viveva Adriana Ivancich e dove furono ospitati per un periodo anche gli scrittori Ernest Hemingway ed Ezra Pound), di cui sopravvivono ancora oggi i ruderi (tra cui le due barchesse opera di Baldassarre Longhena) e il suo ampio parco.
Nel 1956 inizia lo sviluppo turistico della stazione balneare di Bibione, località nella quale negli stessi anni avviene l'insediamento di diverse famiglie di profughi giuliano-dalmati e viene costruito un poligono di tiro dell'Esercito Italiano in uso durante la Guerra Fredda.
Alla fine degli anni sessanta, durante la Guerra Fredda, diventa sede della più meridionale delle opere di fortificazione sistemate sugli argini del fiume Tagliamento, nonché dell'unica situata in Veneto, attiva fino al 1991. Il bunker nei pressi del ponte sul fiume Tagliamento è ora restaurato e reso visitabile.

### Simboli
Lo stemma e il gonfalone sono stati concessi con decreto del presidente della Repubblica del 4 febbraio 1955.
Il gonfalone è un drappo partito di bianco e di azzurro.

## Società

### Evoluzione demografica
Abitanti censiti

### Etnie e minoranze straniere
Al 31 dicembre 2023 gli stranieri residenti nel comune sono 1 237, ovvero il 10,9% della popolazione. Di seguito sono riportati i gruppi più consistenti:
1. Romania, 206
2. Albania, 184
3. Cina, 84
4. Marocco, 78
5. Kosovo, 69
6. Bosnia ed Erzegovina, 60
7. Egitto, 59
8. Ucraina, 57
9. Germania, 34
10. Croazia, 34

### Lingue e dialetti
A San Michele al Tagliamento, accanto alla lingua italiana, la popolazione utilizza la lingua friulana. Con la delibera provinciale del 20 aprile 2006, n. 32, si riconosce e si tutela ufficialmente il friulano come lingua minoritaria e storica del comune che rientra quindi nell'ambito territoriale di tutela della lingua friulana ai fini della applicazione della legge n. 482/1999. A dimostrazione della volontà di mantenere viva la lingua friulana da parte della Regione Veneto nei propri comuni da settembre 2016 nella biblioteca comunale è attivo lo "sportello in lingua friulana" che supporta i cittadini presenti nel territorio portogruarese compreso tra Livenza e Tagliamento.
La lingua friulana che si parla a San Michele al Tagliamento rientra fra le varianti appartenenti al friulano occidentale. Diffusa, in particolar modo nella frazione di Bibione, la lingua veneta.

## Cultura

### Eventi
- September-fest: festa del vino e dell'uva di fine estate.
- Le giornate in villa Mocenigo, Biaggini, Ivancich
- Beach Volley Marathon
- Festeggiamenti di San Marco presso la "Polisportiva le Tartarughe" di San Filippo (sagra, park rally show e musica live)
- I mercatini de "Il giovedì del Lido"
- "Sagra degli Osei" presso la Pro loco di San Michele al Tagliamento
- "Cortili di Maggio in Festa" presso Marinella
- Sagra del toro a Cesarolo
- "Festa dell'asparago" a Bibione
- "Sagra di San Rocco" a San Giorgio al Tagliamento
- "Sagra di Sant'Antonio" a San Michele al Tagliamento

## Geografia antropica

### Frazioni
Il comune assume una forma 
- Bibione

Nel 1956 iniziarono i primi lavori per trasformare Bibione in area turistica; la creazione dei primi hotel e negozi porterà l'isola alla destra del Tagliamento, nell'arco di cinquant'anni, a diventare un'importante località turistica per famiglie. Nel 2006, esattamente cinquant'anni dopo, vengono presentate varie iniziative per festeggiare la ricorrenza, tra le quali la creazione di una mascotte, un granchio sorridente. Bibione ha ottenuto per ventotto volte la Bandiera Blu istituita dalla Foundation for Environmental Education (FEE) ed è stato il primo sito turistico in Europa ad aver ottenuto la Certificazione Ambientale EMAS. Bibione, inoltre, è stata la prima città al mondo ad aver allestito sulla spiaggia una pista da sci (alta 25 metri e lunga 110 circa), aperta al pubblico tra luglio e agosto 2007. Nel 2009, con sei milioni di presenze, la spiaggia di Bibione si è classificata come seconda in Italia.
- Villanova-Malafesta

 È una frazione ubicata nella parte più settentrionale del comune. La frazione è composta dalle località di Villanova Della Cartera, Malafesta, Case Colombara, Palazzetto, Biasini, e Boscatto;
- San Giorgio al Tagliamento – Pozzi Frazione ubicata nella parte meridionale del comune, a sud di Villanova-Malafesta e a nord del capoluogo San Michele al Tagliamento;
- Cesarolo
- Terzo Bacino
- Bevazzana

## Amministrazione

### Sindaci dal 1946
| Nominativo                                           | Nominativo                                        | Partito / Coalizione                              | Periodo                                           | Elezione                                          |
| Sindaci eletti dal Consiglio comunale (1946-1994)    | Sindaci eletti dal Consiglio comunale (1946-1994) | Sindaci eletti dal Consiglio comunale (1946-1994) | Sindaci eletti dal Consiglio comunale (1946-1994) | Sindaci eletti dal Consiglio comunale (1946-1994) |
| ---------------------------------------------------- | ------------------------------------------------- | ------------------------------------------------- | ------------------------------------------------- | ------------------------------------------------- |
|                                                      | Igino Bianchin                                    | Partito Socialista Italiano                       | 1946-1951                                         | 1946                                              |
|                                                      | Tranquillo Varini                                 | Democrazia Cristiana                              | 1951-1956                                         | 1951                                              |
|                                                      | Attilio Venudo                                    | Democrazia Cristiana                              | 1956-1963                                         | 1956                                              |
| 1960                                                 | Attilio Venudo                                    | Democrazia Cristiana                              | 1956-1963                                         |                                                   |
|                                                      | Gino Cicuto                                       | Democrazia Cristiana                              | 1963-1969                                         | (1960)                                            |
| 1964                                                 | Gino Cicuto                                       | Democrazia Cristiana                              | 1963-1969                                         |                                                   |
|                                                      | Albino Cartini                                    | Democrazia Cristiana                              | 1969-1975                                         | (1964)                                            |
| 1970                                                 | Albino Cartini                                    | Democrazia Cristiana                              | 1969-1975                                         |                                                   |
|                                                      | Luciano Romanin                                   | Partito Socialista Italiano                       | 1975-1980                                         | 1975                                              |
|                                                      | Walter Rogato                                     | Democrazia Cristiana                              | 1980-1985                                         | 1980                                              |
|                                                      | Franco Anastasia                                  | Democrazia Cristiana                              | 1985-1988                                         | 1985                                              |
|                                                      | Sergio Rigo                                       | Partito Socialista Italiano                       | 1988-1989                                         | (1985)                                            |
|                                                      | Angelo Sabatini (Commiss. straordinario)          | -                                                 | 1989                                              | -                                                 |
|                                                      | Guglielmino Ongaro                                | Democrazia Cristiana                              | 1989-1994                                         | 1989                                              |
| Sindaci eletti direttamente dai cittadini (dal 1994) |                                                   |                                                   |                                                   |                                                   |
|                                                      | Flavio Maurutto                                   | Centro-sinistra                                   | 1994-2003                                         | 1994                                              |
| 1998                                                 | Flavio Maurutto                                   | Centro-sinistra                                   | 1994-2003                                         |                                                   |
|                                                      | Sergio Bornancin                                  | Centro-sinistra                                   | 2003-2008                                         | 2003                                              |
|                                                      | Giorgio Vizzon                                    | Centro-destra                                     | 2008-2010                                         | 2008                                              |
|                                                      | Natalino Manno (Commiss. prefettizio)             | -                                                 | 2010-2011                                         | -                                                 |
|                                                      | Pasqualino Codognotto                             | L.c. Idea Comune                                  | 2011-2021                                         | 2011                                              |
|                                                      | Pasqualino Codognotto                             | Centro-sinistra                                   | 2011-2021                                         | 2016                                              |
|                                                      | Flavio Maurutto                                   | Centro-sinistra                                   | 2021-in carica                                    | 2021                                              |

### Gemellaggi
Il comune di San Michele al Tagliamento ha partecipato al progetto Twinning Eco-Management Systems, un progetto di gemellaggio con il comune di Balatonalmádi (Ungheria), co-finanziato dall'Unione europea nel quadro del programma "Cittadinanza Europea Attiva" 2004 –2006. Tale progetto è stato il punto d'inizio di una collaborazione di lungo periodo tra i due comuni. Le amministrazioni locali di San Michele al Tagliamento e Balatonalmádi condividono una forte vocazione turistica, ed entrambe danno grande importanza ai temi dello sviluppo sostenibile e del turismo.

### Ipotesi di passaggio al Friuli-Venezia Giulia
San Michele al Tagliamento è stato il primo comune italiano ad attivare il procedimento di distacco-aggregazione, previsto dall'art. 132, comma 2 della Costituzione, per passare alla regione Friuli-Venezia Giulia.
Il 29 e 30 maggio 2005 si è così tenuto un referendum durante il quale, su 6 353 votanti, 4 844 si sono espressi favorevolmente al passaggio di regione contro 1 471 contrari; tuttavia, la consultazione è stata dichiarata nulla in quanto i «sì» avrebbero dovuto essere almeno la metà più uno fra tutti gli aventi diritto al voto, ovvero 5 447. Notevoli le differenze tra le varie sezioni elettorali: a Villanova-Malafesta il «no» ha raccolto appena il 7,5% dei voti, che salgono al 30,8% a Cesarolo e al 29,4% nella località turistica di Bibione, dove gli albergatori si erano detti nettamente contrari al passaggio di regione.
La votazione è stata oggetto di accese polemiche che hanno opposto, tra gli altri, gli allora presidenti delle regioni del Veneto e del Friuli-Venezia Giulia, Giancarlo Galan e Riccardo Illy. I sostenitori del «sì» hanno peraltro denunciato il mancato coinvolgimento dei cittadini iscritti all'AIRE.

## Infrastrutture e trasporti
Situato a metà strada tra Venezia e Trieste, il comune è attraversato dalla Strada Statale 14 della Venezia Giulia, dall'Autostrada A4 (i cui svincoli più vicini sono Latisana e Portogruaro) e dalla ferrovia Venezia-Trieste (le cui stazioni più vicine sono quelle di Latisana e Portogruaro).
La SR74 collega il capoluogo comunale alla località balneare di Bibione e, tramite la SR74dir, a Lignano Sabbiadoro.
La SP42 "Jesolana" collega San Michele al Tagliamento con Caorle, Eraclea, Jesolo e Cavallino-Treporti. La SP73 collega San Michele al Tagliamento a Alvisopoli e Portogruaro. La SP75 collega la località di Pozzi con Morsano al Tagliamento.

## Galleria d'immagini

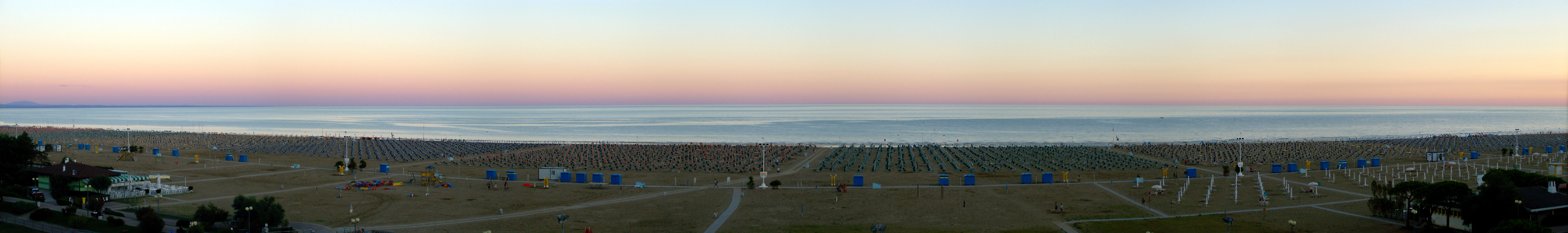
Tramonto sulla spiaggia di Bibione
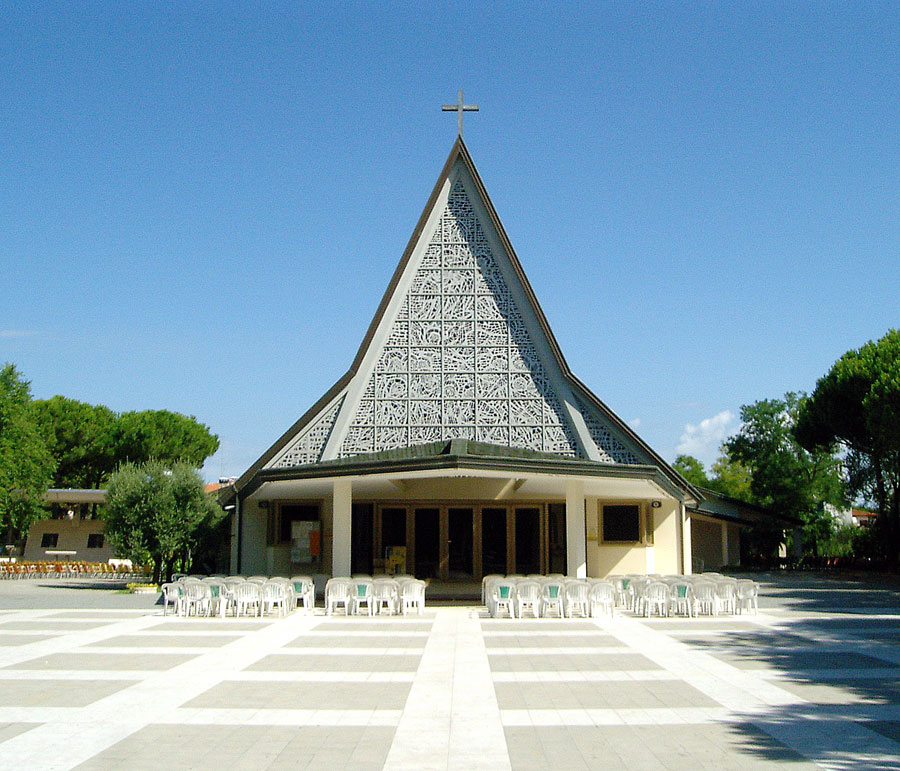
La chiesa di Bibione
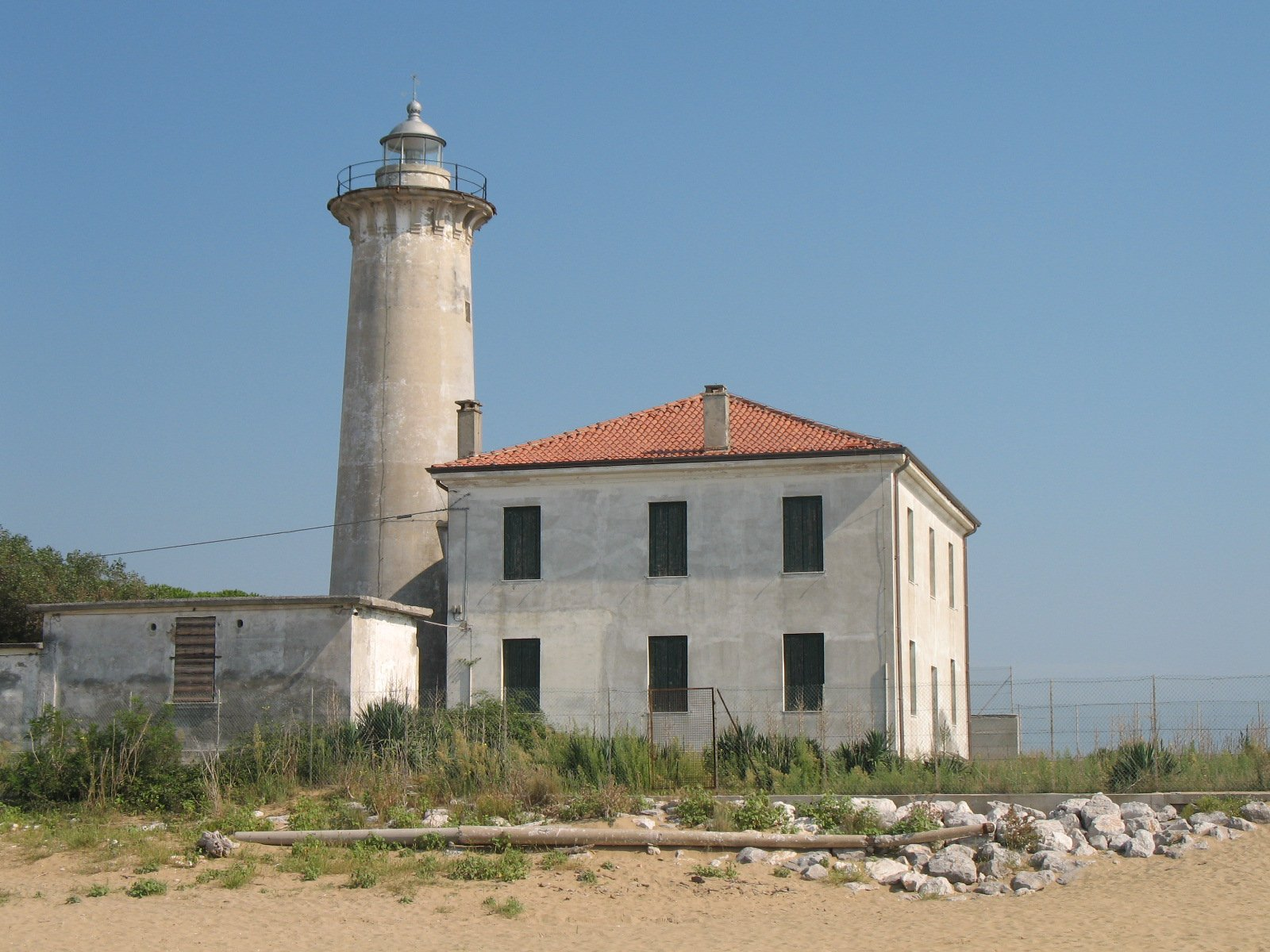
Il faro di Bibione, prima dei lavori di ristrutturazione del 2015
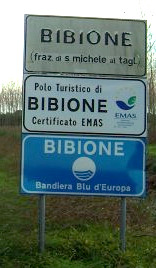
I cartelli posti all'entrata di Bibione (dalla strada che proviene dal faro)